# Суцвіття
Суцвіття (лат. inflorescentia) — це сукупність дрібних квіток, які розміщуються на загальній осі, в певному положенні, і є видозміненими пагонами.
За типом галуження поділяються на прості та складні. 
Суцвіття забезпечують краще пристосування до запилення та утворення більшої кількості плодів та насіння.
Квітки рідко бувають розміщені на пагонах поодинці (наприклад, магнолія, тюльпан), найчастіше вони зібрані у групи, що утворюють суцвіття. Про переваги останніх над поодинокими квітками йтиметься нижче. Будь-яке суцвіття має головну вісь (вісь суцвіття) та бічні осі, які можуть або розгалужуватись, або бути нерозгалуженими, їхні кінцеві відгалуження (квітконіжки) несуть квітки.
Всі суцвіття поділяються на вузли і міжвузля (пор. з пагоном). На вузлах розміщуються приквітки, а на вузлах квітконіжки — приквітнички.

## Класифікація суцвіть

### За типом галуження

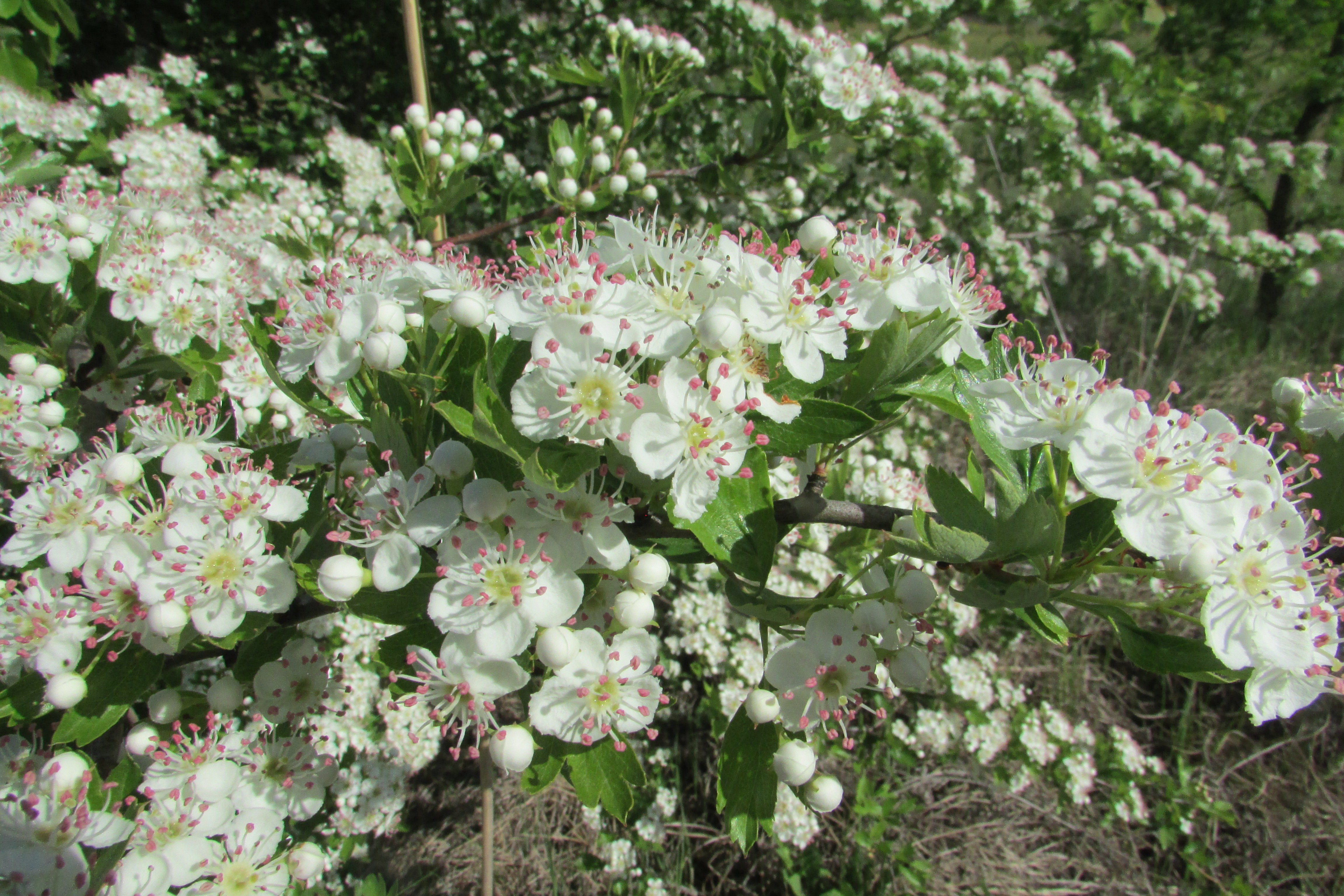
Просте суцвіття глоду (Crataegus) схоже на щиток або напіврозкриту парасольку

Прості — суцвіття, у яких на головній осі розташовані поодинокі квітки і таким чином, галуження не перевищує двох порядків (наприклад, у гіацинта, черемхи, подорожника);
Складні — суцвіття, у яких на головній осі розташовані власні (парціальні) суцвіття, тобто розгалуження досягає трьох, чотирьох і більше порядків (наприклад, у бузку, бирючини, калини). Їх також називають волоть.

### За типом наростання і напрямком розкриття квіток
Рацемозні, ботриоїдні або ботричні (від лат. racēmus і грец. ботріон — китиця, гроно) — суцвіття з моноподіальним типом наростання осей і акропетальним (тобто спрямованим від підстави осі до її верхівки) розкриттям квіток (наприклад, іван-чай, грицики);
Цимоїди (від лат. cyma — напівзонтик) — суцвіття із симподіальним типом наростання осей і базипетальним (тобто спрямованим від верхівки осі до її основи) розкриттям квіток.

### За наявністю і характером приквітків
Фрондозні — з розвиненими зеленими приквітками (меліса лікарська, собача кропива звичайна);
Фрондулозні — з маленькими зеленими приквітками (льонок звичайний, фіалка);
Брактеозні — з лускоподібними приквітками (конвалія, бузок, вишня, полин);
Антодії — із забарвленими великими або маленькими, сухими чи соковитими приквітками (шавлія мускатна, цмин пісковий, артишок колючий);
Голі — з редукованими приквітками або без них (капуста, дзвоники).
Існують і перехідні форми суцвіть: фрондозно-фрондульозні, фрондозно-брактеозні тощо.

### За будовою верхівок головної осі та бічних паракладіїв
Політелічні, відкриті, незавершені, бокоцвіті — головна та бічні осі ростуть необмежено і не закінчуються квіткою; послідовність розкриття квіток знизу вгору, від центру до периферії (родини капустяні, вересові, зонтичні, первоцвіті, бобові, губоцвіті, ранникові, пасльонові, айстрові, злакові тощо).
Монотелічні, закриті, завершені, верхоцвіті — головна і бічні осі рано припиняють ріст, закінчуються квіткою, послідовність розкриття квіток зверху донизу, від периферії до центру (родини жовтецеві, геранієві, гвоздикові, рутові, льонові, розоцвіті, товстолисті, маренові, шорстколисті тощо).

### За чисельністю, щільністю, компактністю квіток, орієнтацією головної осі та квіток у просторі

#### Чисельність
2-3-квіткові (двоквітковий монохазій журавцю болотяного, триквітковий дихазій бруслини бородавчастої),
Малоквіткові (суниці лісові).
Багатоквіткові (дивина ведмежа).

#### Щільність

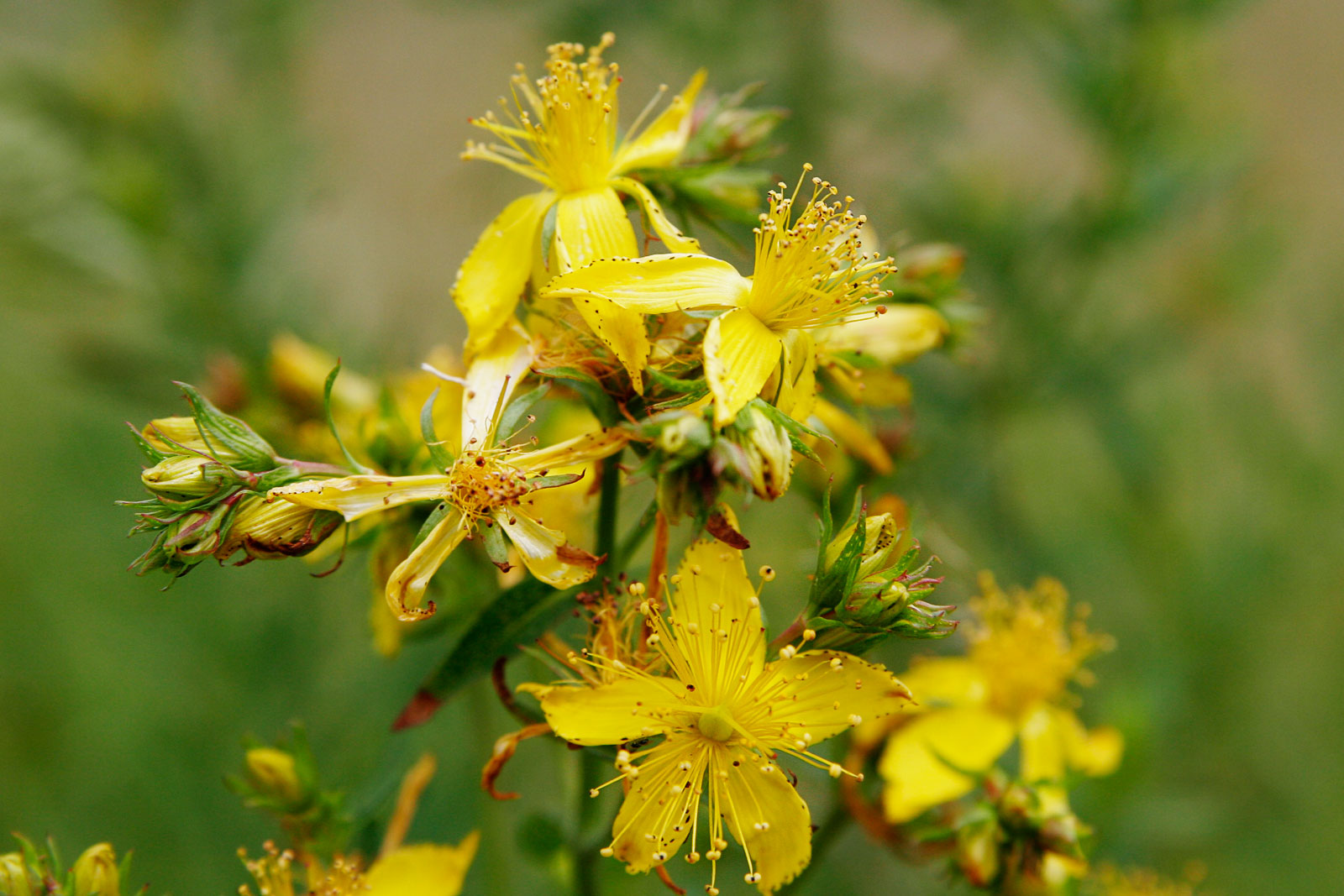
Суцвіття звіробоя

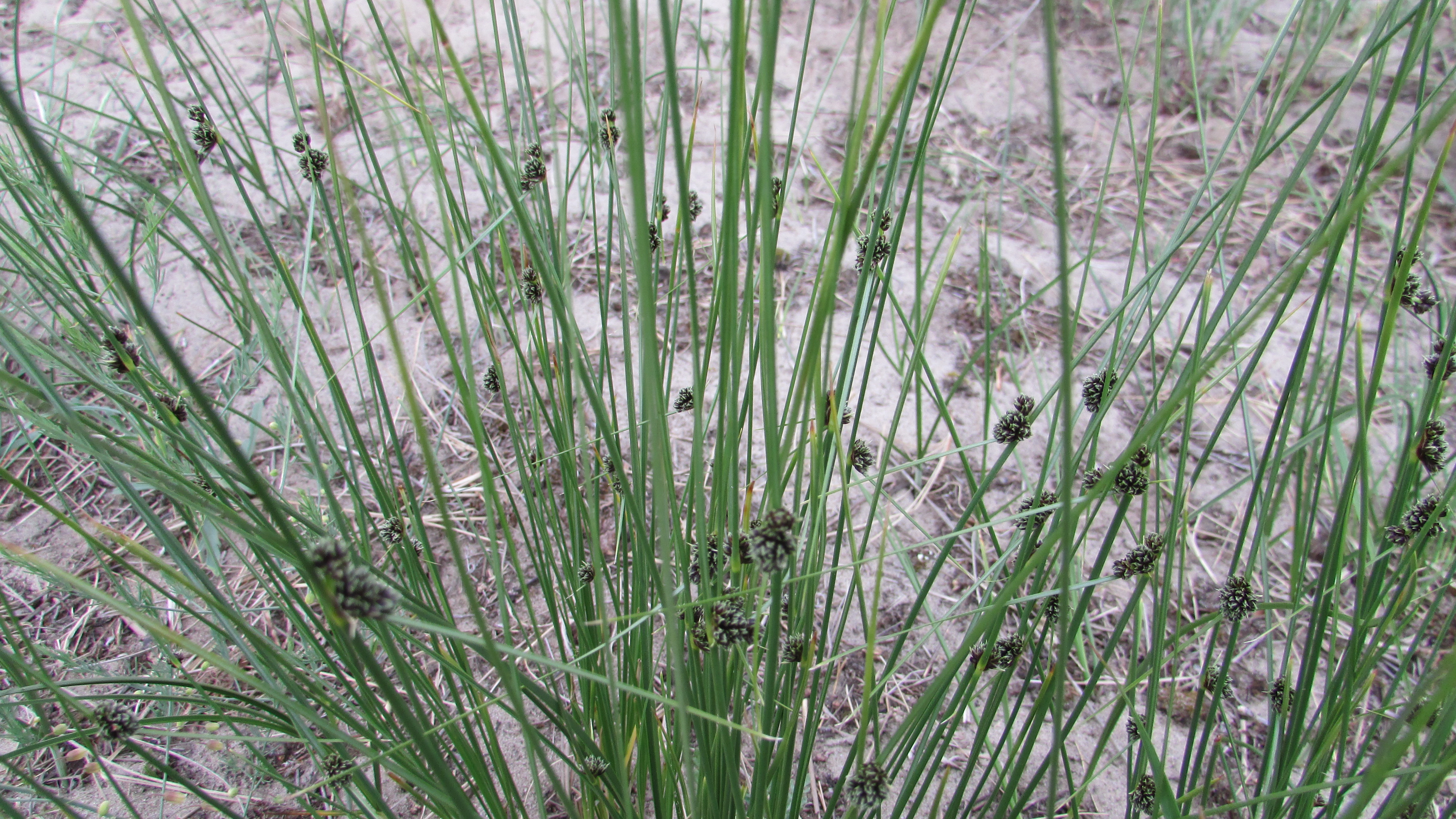
У комишника голівчастого (Scirpoides holoschoenus) суцвіття бічні. Вони формуються групами з декількох кульових головок з колосків

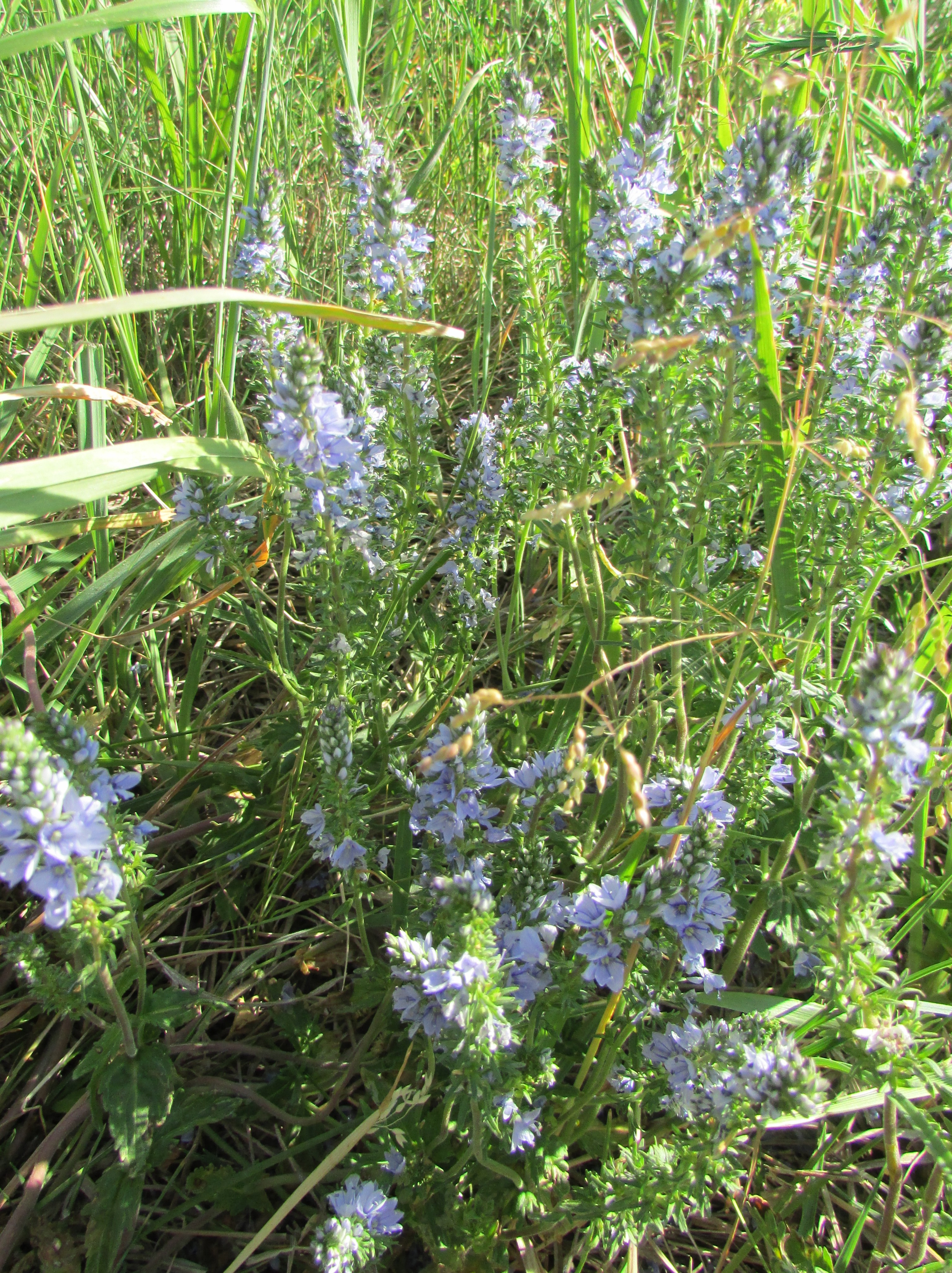
У лежачої вероніки (Veronica_prostrata) суцвіття - китиці бічні, супротивні, розташовані у пазухах 2—4 верхніх листків, густі й багатоквіткові

Розлогі (марена красильна, скумпія звичайна, овес).
Валькуваті (гірчак почечуйний).
Вкорочені.
Компактні (бобівник трилистий, сумах дубильний).
Скупчені (симоній смокви, ціацій молочаю, колосок шовковиці).
Густоквіткові.
Щільні (гірчак зміїний).
Видовжені.

#### Компактність квіток
Рідкоквіткові.
Розріджені (рутвиця).
Переривчасті (м'ята перцева) тощо.

#### Орієнтація головної осі та квіток
Односторонні (шоломниця байкальська, конвалія звичайна, наперстянка великоквіткова).
Двосторонні.
Багатосторонні (наперстянка шерстиста).
Випростані (гіркокаштан звичайний, грицики звичайні).
Звислі (робінія звичайна, черемха звичайна, смородина чорна, барбарис звичайний, хміль звичайний).
Пониклі (гірчак перцевий, кропива дводомна, діоскорея ніпонська, бадан товстолистий).
Сучасну класифікацію суцвіть розробив німецький морфолог Вільгельм Тролль (1897—1978). В підручниках використовують спрощений варіант цієї класифікації.

### За розташуванням на пагоні
Верхівкові, або термінальні — на верхівці головного стебла та його гілок (наперстянка шерстиста, шавлія лікарська, ромашка лікарська).
Пазушні — у пазухах листків (дуб звичайний, кропива дводомна, шовковиця біла, стефанія гола, маслина європейська).
Інтеркалярні утворені з придаткових бруньок на міжвузлях гілок і стовбурів (гледичія каспійська, вовчі ягоди звичайні, шоколадне дерево).

### За статтю квіток
Двостатеві — квітки двостатеві (лопух великий, яблуня домашня, аконіт, блекота тощо).
Моногамні складаються з одностатевих квіток: суцвіття тичинкові (чоловічі) та суцвіття маточкові (жіночі), які в однодомних рослин знаходяться разом на одному екземплярі (береза, дуб, горіх волоський), а у дводомних — на різних (верба, тополя, обліпиха, кропива дводомна).
Полігамні — з одностатевими квітками в одному суцвітті (рогіз широколистий, молочай Тетяни, рицина звичайна) або з одно- і двостатевими квітками в одному суцвітті (дерен шведський, альбіція).

## Назви суцвіть
| Назва суцвіття | Опис | Схема | Приклад                                    |
| Прості суцвіття | |       |                                            |
| Китиця en: raceme | Головна вісь пряма, видовжена, не потовщена, квітконіжки майже однакової довжини                                              |       | Конвалія, барбарис                         |
| Сережка en: catkin | Довга, повисла вісь із квітконіжками однакової довжини                                                                        |       | Верба, тополя                              |
| Колос en: spike | Довга вісь із сидячими квітками                                                                                               |       | Подорожник, тризубець                      |
| Початок en: spadix | Головна вісь довга потовщена із сидячими квітками                                                                             |       | Кукурудза (маточкові квіти), Кала болотяна |
| Щиток en: corymb | Головна вісь видовжена; завдяки значній різниці у довжині квітконіжок, квіти розташовані майже в одній горизонтальній площині |       | Груша, глід                                |
| Зонтик en: umbel | Головна вісь вкрай укорочена, квітконіжки майже однакової довжини                                                             |       | Чистотіл, первоцвіт                        |
| Голівка en: head | Вісь укорочена, куляста або яйцеподібна, інколи потовщена, квітки сидячі                                                      |       | Шовковиця, хміль                           |
| Кошик en: head | Вісь укорочена і розширена, сидячі квітки щільно розташовані на її майже плоскій поверхні                                     |       | Нагідки, кульбаба, ромашка                 |
| Складні суцвіття | |       |                                            |
| Волоть en: panicle | Розгалуженість бічних гілок зазвичай зростає до основи                                                                        |       | Синюха, бузина червона                     |
| Складний зонтик en: compound umbel | Бокові осі закінчуються не квітками, а простими зонтиками.                                                                    |       | Морква, кріп                               |
| Інші складні суцвіття, як і складний зонтик, утворені сукупністю простих суцвіть, зібраних на спільній осі, наприклад, складна китиця (тонконіг, бузок, виноград), складний щиток (горобина, калина), складний колос (пшениця, жито) | |       |                                            |

## Біологічна роль суцвіть
Зібрані у суцвіття квітки — це пристосування рослин для поліпшення запилення. Наприклад, зібрані разом дрібні квітки (у калини, редьки, горобини) добре помітні для комах-запилювачів. А у вітрозапильних рослин дрібні квітки, зібрані у суцвіття, краще вловлюють пилок з повітря (наприклад, у верби, тополі, кукурудзи). У суцвітті утворюється більша кількість плодів, ніж в окремих квітках. Це сприяє зростанню чисельності виду та його поширенню.